# CRYSTAL
CRYSTAL — научный программный пакет для расчетов в области квантовой химии твердого тела. Разработан специально для моделирования 3- и 2-периодических кристаллических решёток и 1-периодических полимеров (обычные молекулы также могут быть рассчитаны). Написан и поддерживается группой итальянских учёных с 70-х годов XX века.
Текущая версия CRYSTAL14 (v1.0.1) была выпущена в декабре 2013 года. Предыдущие версии: CRYSTAL88, CRYSTAL92, CRYSTAL95, CRYSTAL98, CRYSTAL03, CRYSTAL06 и CRYSTAL09 (v1.0.1 и v2.0.1).